# Amphisbaena ibijara
Amphisbaena ibijara este o specie de reptile din genul Amphisbaena, familia Amphisbaenidae, ordinul Squamata, descrisă de Rodrigues, Andrade și Dias Lima în anul 2003. Conform Catalogue of Life specia Amphisbaena ibijara nu are subspecii cunoscute.

## Galerie

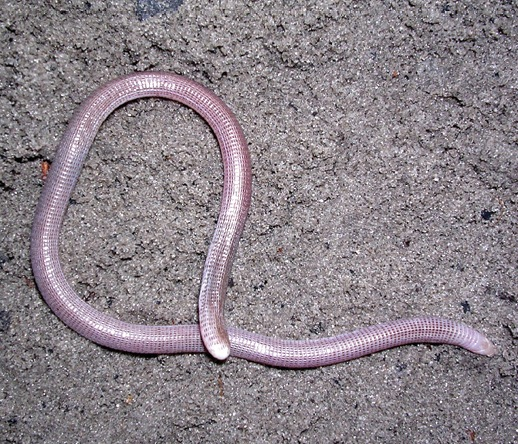